# Quartetto pazzo
Quartetto pazzo è un film del 1945 diretto da Guido Salvini.

## Produzione
Prodotto dalla Società Anonima Finanziamento Industrie Cinematografiche, il film è stato girato quasi interamente in interni durante l'occupazione tedesca di Roma e realizzato quasi alla macchia. La fotografia è firmata da ben quattro direttori, tutti assai noti, che, facendo le riprese un po' a turno, figuravano in piena attività in quel periodo a Roma e quindi evitare il trasferimento a Venezia. Nel 1945 il film otterrà il visto censura n.66 il 18 luglio, uscendo nelle sale il 22 agosto.
In questo film Anna Magnani è doppiata da Tina Lattanzi.

## Trama
Elena invita nella propria casa di campagna Roberto, il suo ex marito, con lo scopo di riconquistarlo. L'invito è esteso anche alla sorella di lei, Monica, che si fa accompagnare da Filippo, un suo spasimante che non trova mai il coraggio di dichiararsi. Nasce così un gioco di schermaglie amorose e intrecci sentimentali delle quali è testimone impassibile il maggiordomo Alberto.

## Critica
Mario Gromo su La Nuova Stampa del 13 ottobre 1945:«[...] il film è più teatrino della commediola stessa, ci fa vedere un divano, due poltrone, una tavola, una parete a losanghe, e di lì non ci si muove. [...] la commediola, vista dalla buca del suggeritore, ancor più rivela la sua gracilità, o la sua inconsistenza, o la sua indigenza a seconda del momento. Il teatro filmato ha un suo relativo diritto di esistere: ma, nei suoi limiti, che sono già sparuti e modesti, ha bisogno di ben altri copioni, di ben altri registi, di ben altri attori. Fischi, e sacrosanti».

## Testimonianze
Jone Tuzi, segretaria di produzione, in una sua testimonianza ricorda: « Molte cose quelli che sono andati a Venezia le hanno portate via, ma molte cose no, tant'è vero che abbiamo fatto un altro film, proprio con i tedeschi in casa, tra l'8 settembre e il giugno del 1944, che si chiamava Quartetto pazzo [...]. Lavoravamo [...] ma tutto di nascosto: quando ci avvertivano che stavano in zona i tedeschi, nascondevamo la macchina e ci mettevamo a giocare a carte! Una volta siamo andati a finire una scena con Stoppa, che se la faceva sotto dalla paura, all'Acquasanta, al golf, tutto di corsa, con delle vedette che ci avvertivano. Tutto di corsa, senza nessun permesso speciale. [...]».